# Trichuris trichiura
Trichuris trichiura o tricocéfalo es una especie parásita de nematodo del orden Trichurida, agente causal de la parasitosis conocida como tricuriasis. Es conocido también como gusano látigo, por su parte anterior muy delgada y su parte posterior más ancha, como el mango.
El tricocéfalo presenta una distribución a nivel mundial y se pueden observar más comúnmente en el sur de Norteamérica

## Morfología
Se trata de gusanos alargados, miden de 3 a 5 cm, con el extremo anterior delgado que ocupa 3/5 del parásito. Presentan un esófago con la porción anterior muscular con una cutícula en la parte superior, en la parte posterior se encuentra la glándula basilar rodeado del esticosoma, conformado de esticocitos con funciones secretoras. Presentan dimorfismo sexual; la hembra tiene el extremo posterior recto, la vulva se encuentra en la intersección del extremo anterior con el posterior; los huevos que pone tienen forma de limón; el macho tiene el extremo posterior en forma de espiral con una espícula copulatriz, testículos, vasos eferentes y glándulas seminales.

## Ciclo biológico

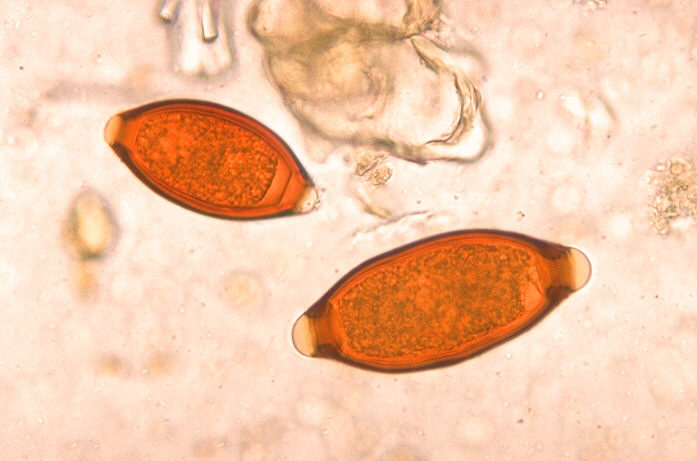
Huevos de Trichuris trichiura. Nótese su característica forma de barril y sus tapones mucoides polares, su contenido es granuloso y fino.

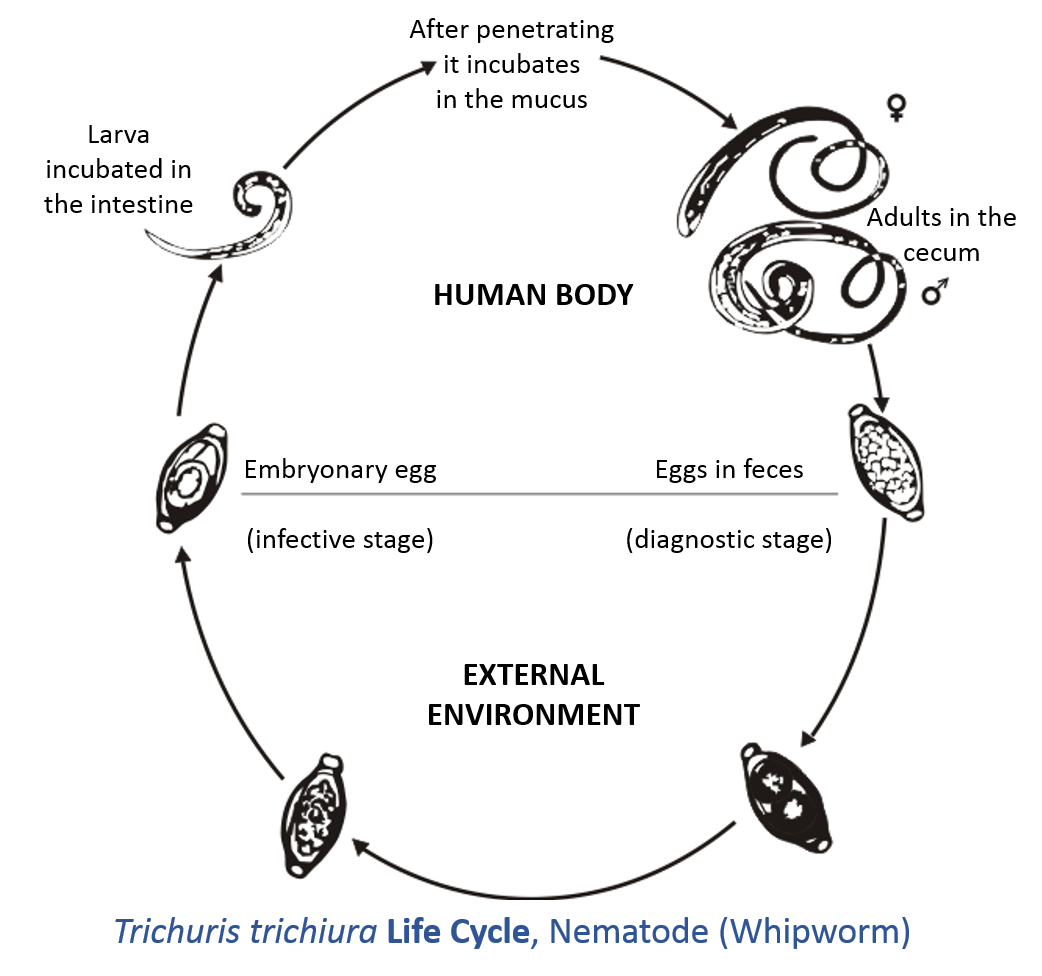
Ciclo de vida de T. trichiura dentro y fuera del cuerpo humano.

Cuando los huevos de Trichuris trichiura son expulsados con las heces del individuo infectado y caen en un ambiente húmedo, sombreado y con una temperatura adecuada, prosiguen su evolución.
El huevo dura en el suelo aproximadamente entre 10 - 14 días, durante este tiempo se desarrolla dentro de él una larva (estadio larvario 1 o L1), que será la forma infectarte de este parásito, si estos huevos larvados (forma infectante) son ingeridos, a nivel del duodeno la maquinaria enzimática hace que estos huevos eclosionen, liberando a la luz del intestino delgado la larva de primer estadio (L1)del parásito, esta larva realiza varias mudas y progresivamente se va formando el estadio adulto del parásito, cuyo hábitat definitivo será el ciego, en el ciego los adultos de Trichuris trichiura se adhieren a la mucosa introduciendo su parte anterior en ella, en esta etapa las hembras posterior a la copula comienzan la oviposicion luego de 60 a 70 días después de la ingestión de los huevos, los cuales son arrastrados al exterior con las heces para comenzar de nuevo otro ciclo.
En el colon el macho y la hembra de tricocéfalo se aparean produciendo (la hembra) de 2000 a 10000 huevos no embrionados por día, los cuales aún no son infectantes, que son excretados en las heces.

## Sintomatología
La mucosa intestinal se inflama y queda edematosa. Cada tricocéfalo adulto consume al día 0,005 ml de sangre y las cargas muy altas de este parásito producen una fuerte anemia. La hemorragia en los sitios en que los parásitos están unidos también contribuye a la anemia en casos graves . Cuando el recto queda edematoso, el pujo durante la defecación causan prolapso rectal. Algunas veces algunos parásitos adultos invaden el apéndice y causan apendicitis, en ciertos casos se produce diarrea secundaria a invasión bacteriana cuando se obtienen muchos tricocéfalos.

## Diagnóstico
El diagnóstico del tricocéfalo con el laboratorio se basa en la detección de los huevos típicos presentes en las heces, además de contarlos. Los sujetos con tricuriasis leve no presentan síntomas. Los casos de infección fuerte padecen apendicitis aguda. Con mayor frecuencia quienes tienen infecciones graves sufren anemia, dolor, sensibilidad abdominal, náuseas, vómitos, perdida de peso y expulsan materia fecal en pequeñas porciones, frecuentes y teñidas de sangre. Los niños pequeños suelen experimentar disentería crónica, anemia profunda, eosinofilia y retraso en su crecimiento. El diagnóstico definitivo se confirma al identificar en las heces los huevos característicos por medio de un estudio coproparasitoscópico. Cabe señalar, que se puede realizar una rectosigmoidoscopia, en la cual se observa en las paredes del recto que están adheridos los tricocéfalos.

## Tratamiento
Para el tratamiento de estos nematodos se utiliza el tiabendazol o también el mebendazol, además de que se debe tratar a toda la familia para de esta forma prevenir su más que posible contagio.
Aunque también es recomendable el uso de albendazol en dosis única de 400mg por día.